# ریماک
ریماک (به انگلیسی: Rimac Automobili) شرکت خودروسازی کروات از توابع گروه فولکس واگن است، که در سال ۲۰۰۹ توسط میت ریماک تأسیس شد. این شرکت هم‌اکنون تحت مدیریت شرکت بوگاتی ریماک فعالیت می‌کند.